# Classe Liniers
La classe Liniers est une classe de destroyers de la marine espagnole.

## Navires de la classe Liniers
| Nom     | Numéro | Entrée en service | Fin modernisation | Retiré du service | Cause  |
| ------- | ------ | ----------------- | ----------------- | ----------------- | ------ |
| Liniers | D-51   | 1951              | 1962              | 1982              | Retiré |
| Álava   | D-52   | 1951              | 1962              | 1978              | Retiré |